# 卡斯蒂廖內戰役 (1706年)
卡斯蒂廖內戰役發生於1706年9月8日，是西班牙王位繼承戰爭期間的一場戰役，由梅達維伯爵率領的法軍襲擊了圍攻卡斯蒂廖內鎮的黑森軍團，使得敵軍傷亡慘重後撤退。
然而，這場戰鬥並未影響戰爭的走向，隨著帝國軍隊在其餘地區的勝利，位於倫巴底地區的法軍被孤立，最終撤退回法國本土，法軍的頹勢直到1707年的阿爾曼薩戰役和1709年的馬爾普拉凱戰役後才逐步改善。

## 註腳
1. 1 2 3  Quincy 1726，第181–183頁.